# Collegium Musicum (Band)
Collegium Musicum ist eine slowakische Musikgruppe des Artrock, die sich vor allem Instrumentalkompositionen verschrieben hat.

## Geschichte
Collegium Musicum wurde 1970 als Trio um den Organisten Marián Varga gegründet und existierte zunächst (teilweise auch als Trio oder Quintett) bis 1979. Später trat die Gruppe in verschiedenen Besetzungen erneut auf, aber immer mit Marián Varga. Bekannt wurde sie mit Adaptionen klassischer Werke, wie Hommage an J. S. Bach (nach Bach’s Sarabande con partite C-Dur BWV 990), Mikrokosmos von Béla Bartók oder Concerto in D nach Haydn. Aber auch eigene Kompositionen standen auf dem Repertoire.
1970 als Trio gegründet, änderte sich die Besetzung im Laufe der Jahre immer wieder. Bei Amiga erschien 1973 auf Hallo Nr. 11 Hommage à Johann Sebastian Bach (8:00 min) in der Besetzung Marián Varga, Fedor Frešo und Dušan Hájek. Bei den Aufnahmen zur Platte Continuo (1977) bestand das Collegium Musicum aus Marián Varga, Fedor Frešo, Dušan Hájek, Ľudovít Nosko und Karel Witz.
Die meisten LPs erschienen bei der (tschecho)slowakischen Plattenfirma Opus in Bratislava.
Eine Besonderheit der Gruppe bestand darin, dass Marián Varga bei einigen Plattenaufnahmen ein Subharchord verwendete, ein sehr seltenes elektronisches Musikinstrument, das in den 1960er Jahren in der DDR entwickelt wurde. Dieses Instrument kommt auch auf der jetzt auch als CD erhältlichen LP „Zelená pošta“ zum Einsatz. Varga verwendete im Laufe der Zeit verschiedene Synthesizer, darunter auch den Minimoog. Die Musik des Collegium Musicum lässt sich am ehesten mit Emerson, Lake and Palmer vergleichen.

## Diskografie
- Collegium Musicum, 1970
- Hommage à J. S. Bach / Ulica plná plášťov do dažďa, 1970
- Konvergencie, 1971
- Zelená pošta, 1972
- Collegium Musicum Live, 1973
- Marián Varga & Collegium Musicum, 1975
- Na II. programe sna, 1976
- Continuo, 1977
- Cyrano z predmestia, 1978
- On a ona, 1979
- Divergencie, 1981
- Collegium Musicum 97, 1997
- Speak, Memory, 2009
- Collegium Musicum - Speak Memory, 2011
- Collegium Musicum  - Konvergenz, 2012